# Na samotě u lesa
Na samotě u lesa je česká komedie režiséra Jiřího Menzela z roku 1976. Byla natáčena poblíž Radešic (chalupa) a ve Svatém Janu (pohřeb a rvačka v hospodě) v okrese Příbram.  

## Obsazení
| Josef Kemr        | Děda Komárek                            |
| Zdeněk Svěrák     | Oldřich Lavička                         |
| Daniela Kolářová  | Věra (Oldřichova žena)                  |
| Marie Hradilková  | Zuzana (dcera Lavičkových)              |
| Martin Hradilek   | Petr (syn Lavičkových)                  |
| Ladislav Smoljak  | Ing. Radim Zvon                         |
| Naďa Urbánková    | Marta (Radimova žena)                   |
| František Řehák   | Pan Lorenc                              |
| Jan Tříska        | MUDr. Václav Houdek (Oldřichův kamarád) |
| Zdeněk Blažek     | Toník Hruška                            |
| Oldřich Vlach     | Chalupář Ferda Kokeš                    |
| Alois Liškutín    | Chalupář Robert Kos                     |
| Václav Trégl      | Vondruška, bývalý majitel chalupy       |
| Vlasta Jelínková  | Vondruškova žena                        |
| František Kovářík | Komárkův otec                           |
| Míla Myslíková    | Hospodyně Božena                        |
| Eugen Jegorov     | Hajný                                   |
| Miroslav Štibich  | Předseda zemědělského družstva          |
| Jaroslav Vozáb    | Notář Čestmír Grulich                   |
| Petr Brukner      | Prodavač v Kovomatu                     |
| Karel Fiala       | Jarolímek                               |
| Karel Hovorka     | Kalous                                  |
| Rudolf Kalina     | Vrána                                   |
| Miloš Šustr       | Farář                                   |
| Jan Waldmann      | Šuster                                  |
| Alois Vachek      | Potužil                                 |
| Karla Chadimová   | Kosova žena                             |

## Obsah
Film vypráví o obyčejné pražské rodince Lavičkových a její snaze výhodně získat domek na venkově. Lavičkovi se domluví se svérázným starým panem Komárkem (Josef Kemr), že si pronajmou místnost v jeho chaloupce a on tam bude bydlet až do jara, kdy se odstěhuje za synem na Slovensko a dům jim prodá. Jak ale čas plyne, nevypadá to, že by se pan Komárek chystal k odchodu, a zatímco Věra Lavičková naléhá na svého muže, aby panu Komárkovi připomněl jeho záměr se odstěhovat, Oldřich se k tomu nemá a naopak se s dobráckým dědou spřátelí...

## Zajímavosti
V 3. díle zábavného pořadu Veselé příhody z natáčení vyprávějí Ladislav Smoljak a Zdeněk Svěrák mystifikační historky ze zákulisí vzniku filmu.